# Coppa del Mondo di combinata nordica 1985
La Coppa del Mondo di combinata nordica 1985, seconda edizione della manifestazione organizzata dalla Federazione Internazionale Sci, ebbe inizio il 15 dicembre 1984 a Planica, in Jugoslavia, e si concluse il 16 marzo 1985 a Oslo, in Norvegia.
Furono disputate 7 gare in altrettante località, tutte individuali Gundersen: 6 su trampolino normale, 1 su trampolino lungo. Nel corso della stagione si tennero a Seefeld in Tirol i Campionati mondiali di sci nordico 1985, non validi ai fini della Coppa del Mondo, il cui calendario contemplò dunque un'interruzione nel mese di gennaio.
Il norvegese Geir Andersen si aggiudicò la coppa di cristallo, il trofeo assegnato al vincitore della classifica generale. Non vennero stilate classifiche di specialità; Tom Sandberg era il detentore uscente del trofeo.

## Risultati
| Data             | Località       | Nazione          | Trampolino            | Spec.       | Primo            | Secondo          | Terzo             |
| ---------------- | -------------- | ---------------- | --------------------- | ----------- | ---------------- | ---------------- | ----------------- |
| 15 dicembre 1984 | Planica        | Jugoslavia       | Srednija K90          | IN NH/15 km | Geir Andersen    | Hubert Schwarz   | Hallstein Bøgseth |
| 20 dicembre 1984 | Sankt Moritz   | Svizzera         | Olympiaschanze K94    | IN NH/15 km | Geir Andersen    | Hubert Schwarz   | Thomas Müller     |
| 29 dicembre 1984 | Oberwiesenthal | Germania Est     | Fichtelberg K90       | IN NH/15 km | Heiko Hunger     | Uwe Dotzauer     | Oliver Warg       |
| 5 gennaio 1985   | Schonach       | Germania Ovest   | Langenwaldschanze K90 | IN NH/15 km | Hermann Weinbuch | Geir Andersen    | Hubert Schwarz    |
| 23 febbraio 1985 | Leningrado     | Unione Sovietica | Kavgolovo K88         | IN NH/15 km | Geir Andersen    | Hermann Weinbuch | Hallstein Bøgseth |
| 2 marzo 1985     | Lahti          | Finlandia        | Salpausselkä K88      | IN NH/15 km | Geir Andersen    | Hermann Weinbuch | Thomas Müller     |
| 16 marzo 1985    | Oslo           | Norvegia         | Holmenkollen K105     | IN LH/15 km | Hermann Weinbuch | Geir Andersen    | Heiko Hunger      |

Legenda:

IN = individuale Gundersen

NH = trampolino normale

LH = trampolino lungo

## Classifiche

### Generale
| Pos. | Nome               | Nazione        | Punti |
| ---- | ------------------ | -------------- | ----- |
| 1    | Geir Andersen      | Norvegia       | 140   |
| 2    | Hermann Weinbuch   | Germania Ovest | 126   |
| 3    | Hubert Schwarz     | Germania Ovest | 79    |
| 4    | Hallstein Bøgseth  | Norvegia       | 69    |
| 5    | Heiko Hunger       | Germania Est   | 62    |
| 6    | Uwe Dotzauer       | Germania Est   | 52    |
| 7    | Thomas Müller      | Germania Ovest | 46    |
| 8    | Torbjørn Løkken    | Norvegia       | 39    |
| 9    | Ivar Olsen         | Norvegia       | 38    |
| 10   | Klaus Sulzenbacher | Austria        | 34    |

### Nazioni
| Pos. | Nazione        | Punti |
| ---- | -------------- | ----- |
| 1    | Norvegia       | 391   |
| 2    | Germania Ovest | 299   |
| 3    | Germania Est   | 177   |
| 4    | Finlandia      | 49    |
| 5    | Austria        | 48    |